# Château de Saint-Cloud
Château de Saint-Cloud var ett tidvis kungligt slott i Frankrike. Det låg vid floden Seine i Saint-Cloud i departementet Hauts-de-Seine utanför Paris. 

## Historik
Det första slottet uppfördes 1570 av Jérôme de Gondi från Florens, som tillhörde drottning Katarina av Medicis hov, och kallades Hôtel d'Aulnay. 
Det köptes av kung Ludvig XIV:s bror Filip I av Orléans 1658 och tillhörde sedan den kungliga släktgrenen Orléans fram till 1785, då det köptes av Ludvig XVI som gåva till drottning Marie-Antoinette. Det konfiskerades av staten under franska revolutionen. 
Under 1800-talet användes slottet som sommarbostad av Frankrikes regerande dynastier: Napoleon I gjorde det till sitt främsta residens vid sidan av Tuilerierna i Paris, ett exempel som följdes av Ludvig XVIII, Karl X och Napoleon III. 
Slottet förstördes under det fransk-tyska kriget den 13 oktober 1870, när preussarna besköt Paris från byggnaden och elden besvarades varpå slottet fattade eld och brann ned. Ruinen stod kvar till 1892 då den raserades. Idag återstår slottsträdgårdarna, vilka är öppna för allmänheten.

## Galleri

### Exteriör

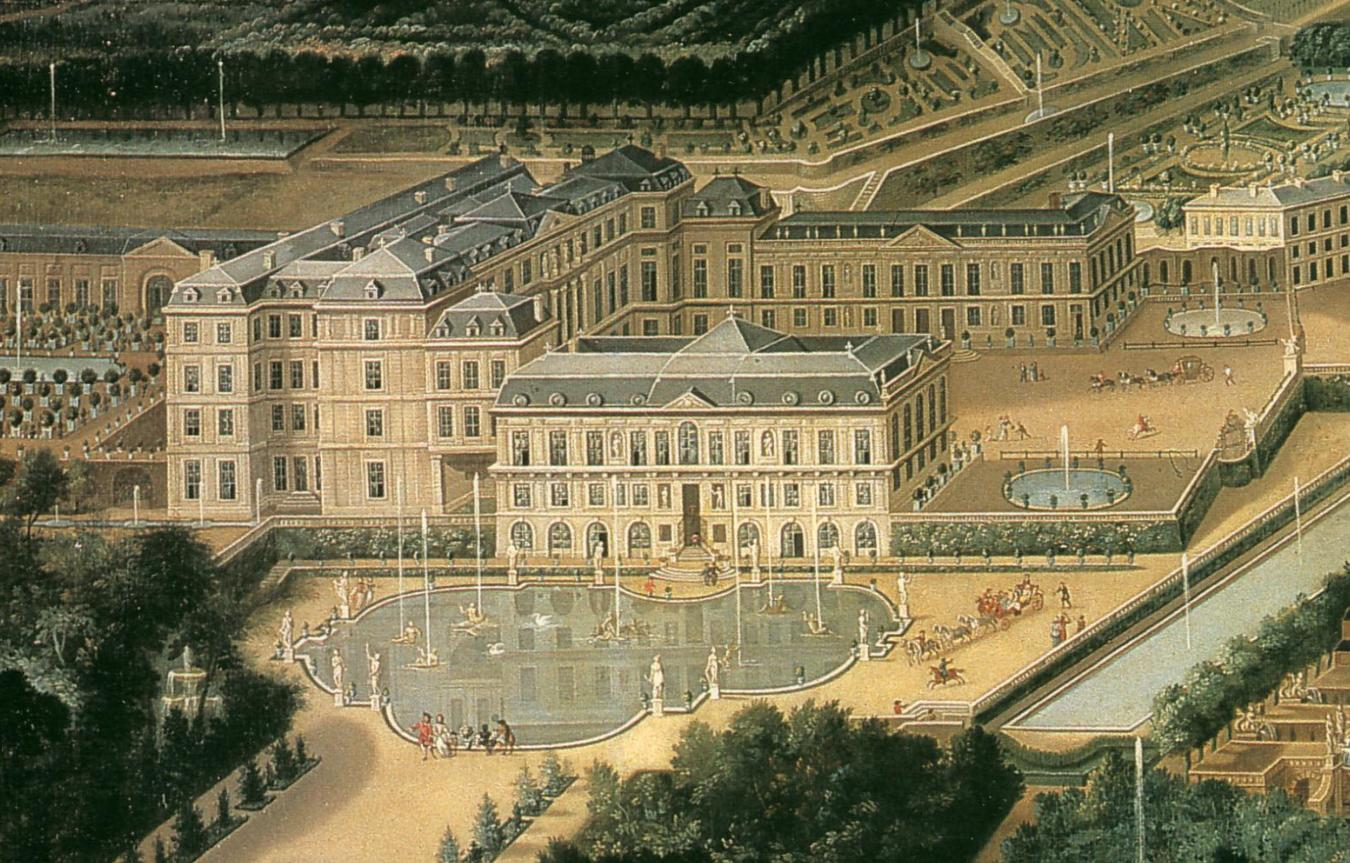
Målning av Étienne Allegrain 1675.
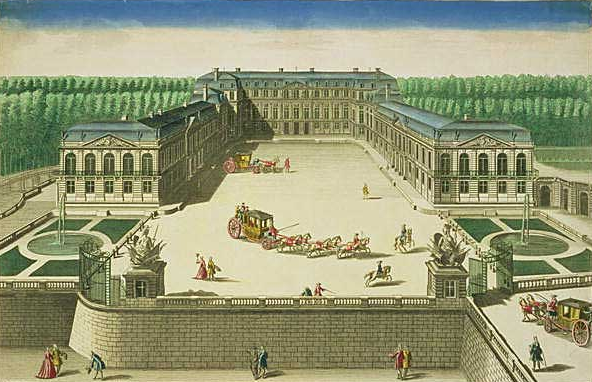
Gravering av Antoine Aveline från ca 1720.
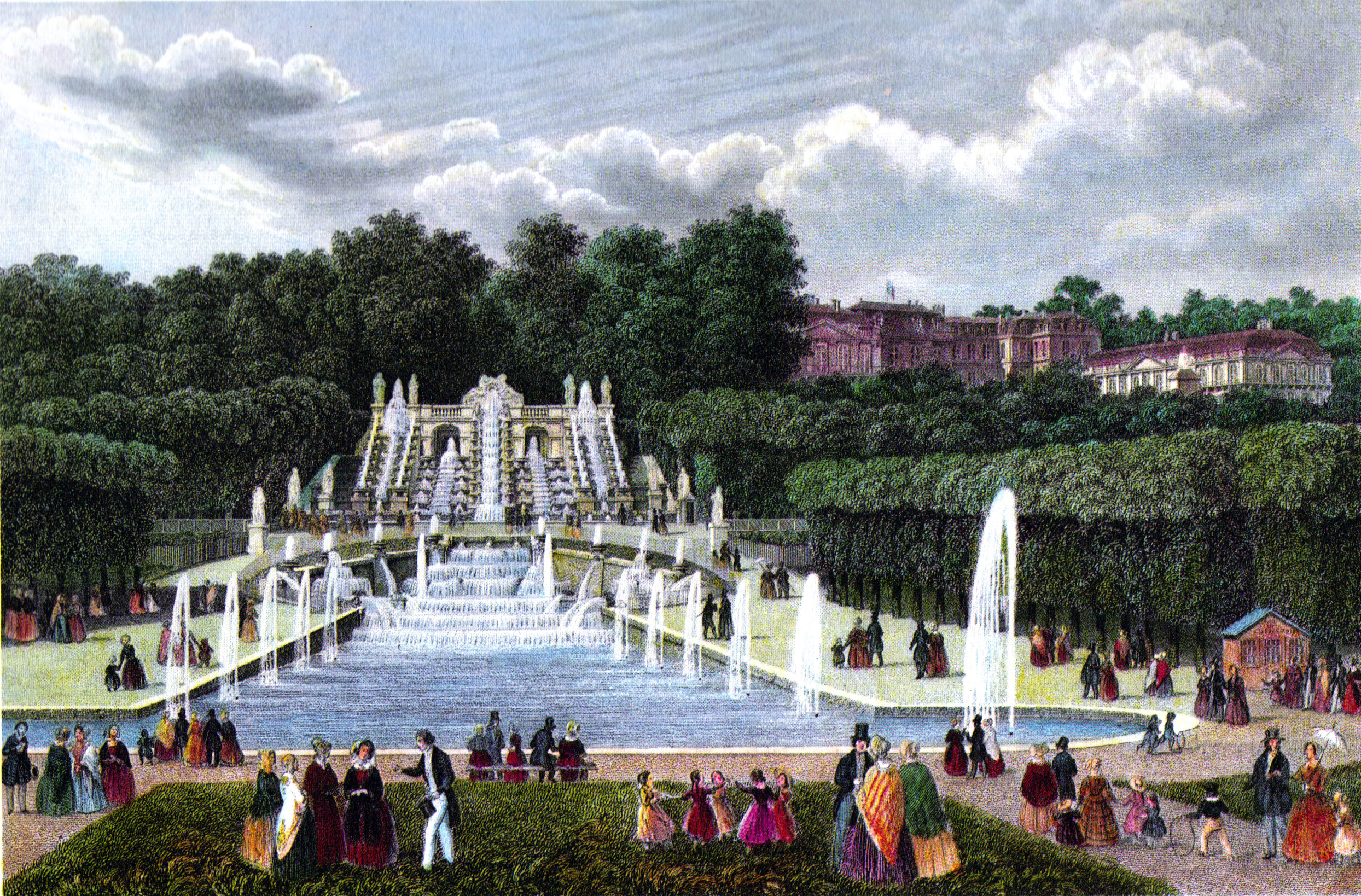
Gravering av Chamouin ca 1845.
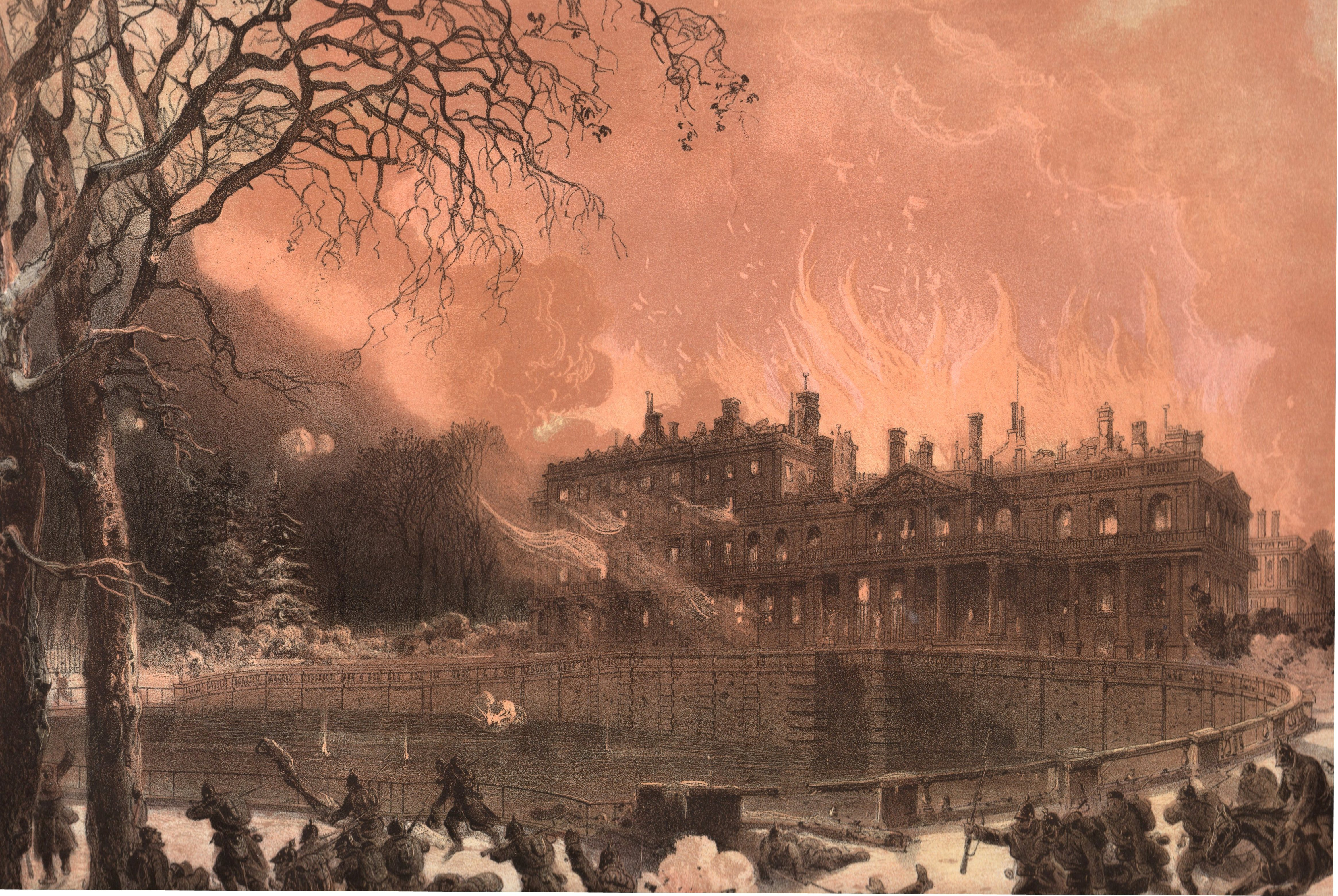
Slottet i lågor, litografi från 1874.
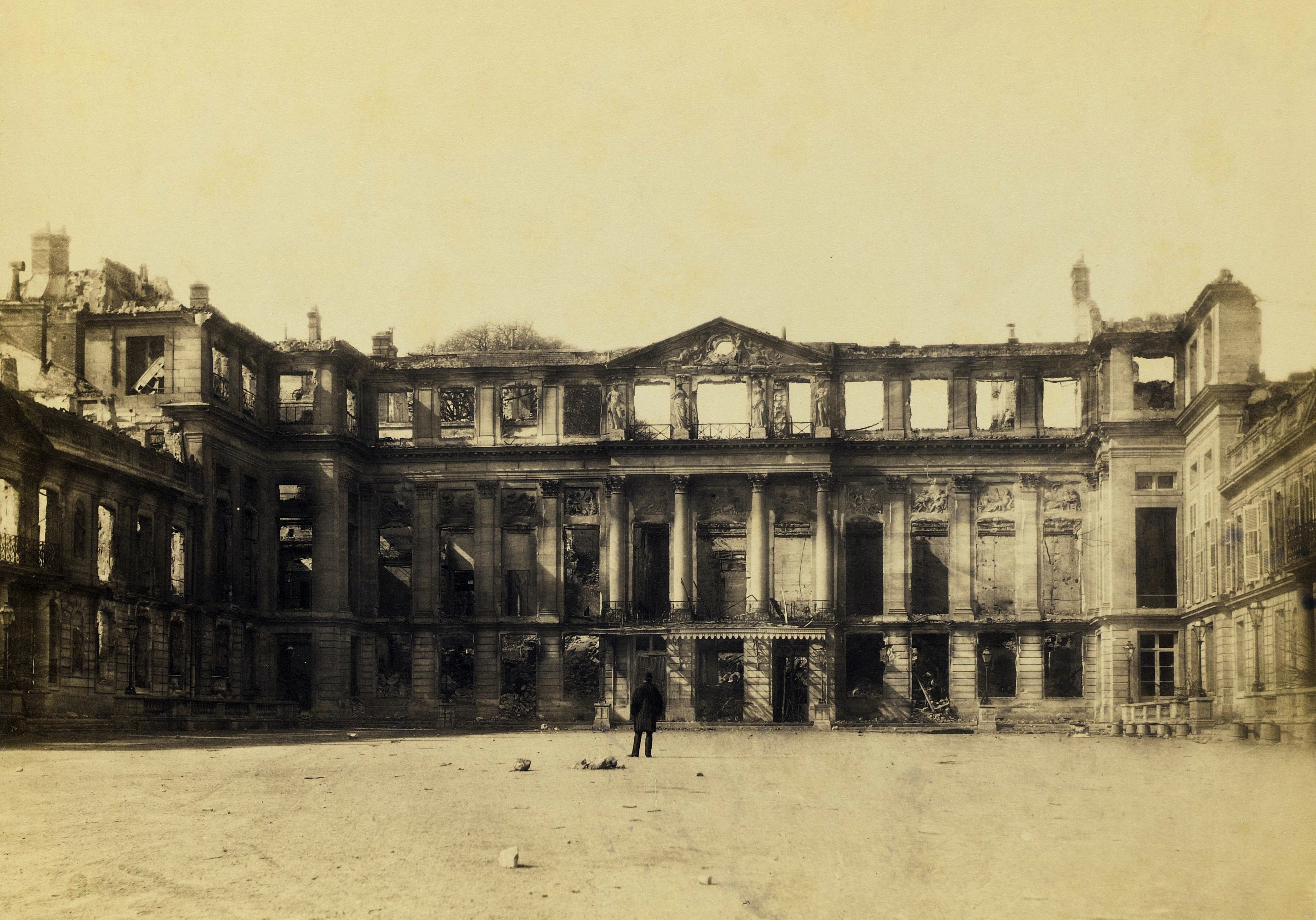
Fotografi av slottsruinen, efter 1870.

### Interiör

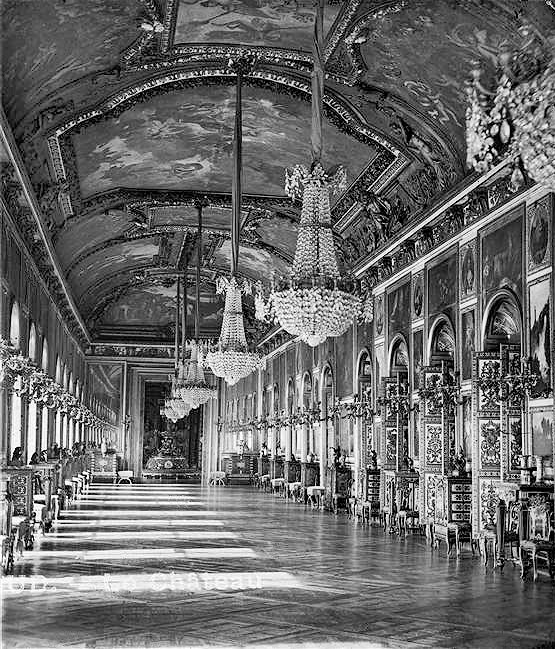
Fotografi från Apollongalleriet ca 1860.
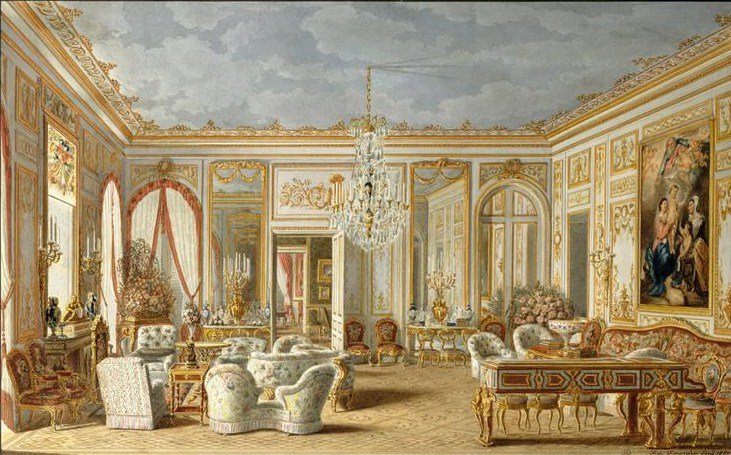
Kejsarinnan Eugénies salong, målning av Jean Baptiste Fortuné de Fournier (1798-1864).
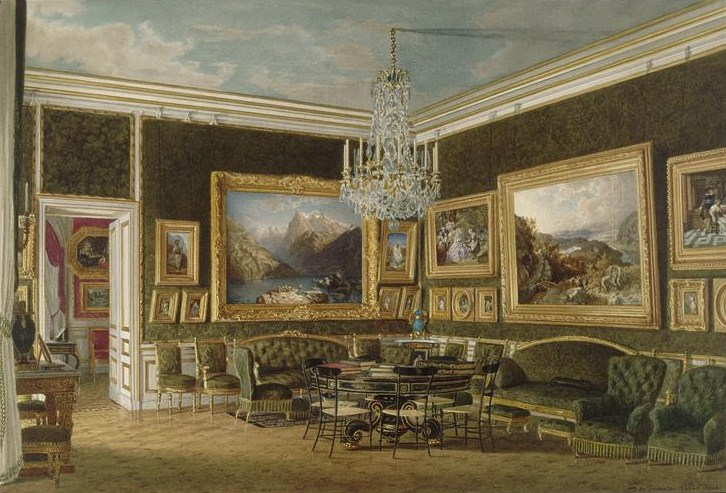
Damernas salong, målning av Jean Baptiste Fortuné de Fournier (1798-1864).
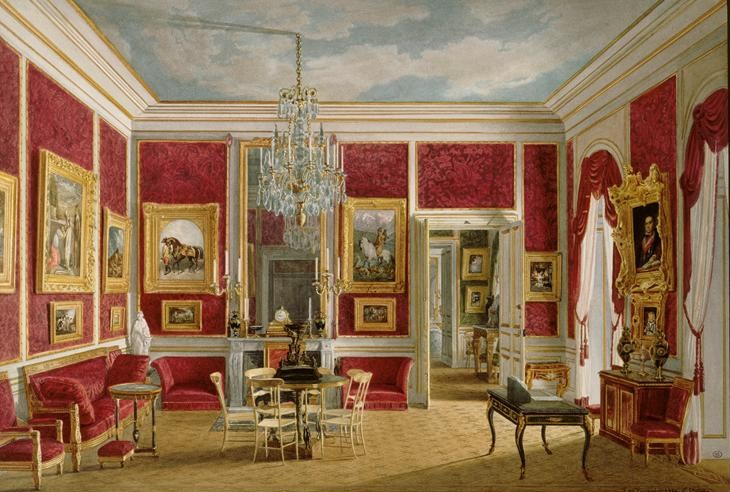
Officerssalongen, målning av Jean Baptiste Fortuné de Fournier (1798-1864).
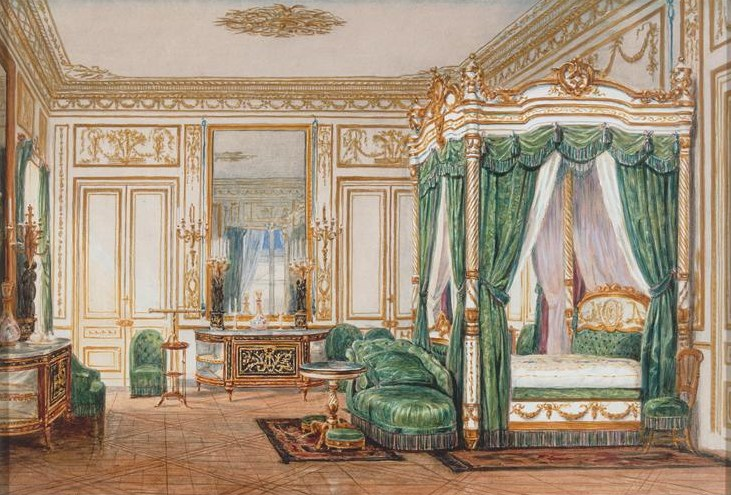
Kejsarinnan Eugénies sängkammare, målning av Jean Baptiste Fortuné de Fournier (1798-1864).